# Coppa del Mondo di pattinaggio di velocità 2011 - Tappa 6
La 6ª Tappa della Coppa del Mondo di pattinaggio di velocità 2011 si è svolta al Krylatskoye Skating Hall a Mosca, Russia dal 28 gennaio al 30 gennaio 2011.

## Programmazione eventi
Gli orari della programmazione seguono sotto.
| Data       | Orario | Eventi                                                            |
| ---------- | ------ | ----------------------------------------------------------------- |
| 28 gennaio | 13:00  | 500 m donne 500 m uomini 3000 m donne 1500 m uomini               |
| 29 gennaio | 13:00  | 500 m donne 500 m uomini 1500 m donne 5000 m uomini               |
| 30 gennaio | 12:30  | 1000 m donne 1000 m uomini Inseguimento donne Inseguimento uomini |

## Classifiche

### Risultati uomini
| Evento                 | Oro                                                   | Tempo   | Argento                                                           | Tempo   | Bronzo                                              | Tempo   |
| 500 m / Gara 1         | Pekka Koskela Finlandia                               | 35.15   | Jamie Gregg Canada                                                | 35.23   | Jacques de Koning Paesi Bassi                       | 35.24   |
| 500 m / Gara 2         | Jan Smeekens Paesi Bassi                              | 34.93   | Akio Ota Giappone                                                 | 35.02   | Tucker Fredricks Stati Uniti                        | 35.06   |
| 1000 m                 | Stefan Groothuis Paesi Bassi                          | 1:08.82 | Denny Morrison Canada                                             | 1:09.57 | Mikael Flygind Larsen Norvegia                      | 1:09.65 |
| 1500 m                 | Ivan Skobrev Russia                                   | 1:45.49 | Denny Morrison Canada                                             | 1:46.25 | Mark Tuitert Paesi Bassi                            | 1:46.59 |
| 5000 m                 | Bob de Jong Paesi Bassi                               | 6:19.43 | Ivan Skobrev Russia                                               | 6:21.16 | Håvard Bøkko Norvegia                               | 6:22.79 |
| Inseguimento a squadre | Russia Ivan Skobrev Pavel Baynov Aleksandr Rumyantsev | 3:43.71 | Norvegia Håvard Bøkko Mikael Flygind Larsen Sverre Lunde Pedersen | 3:46.68 | Germania Patrick Beckert Marco Weber Robert Lehmann | 3:47.15 |

### Risultati donne
| Evento                 | Oro                                                     | Tempo   | Argento                                    | Tempo   | Bronzo                                              | Tempo   |
| 500 m / Gara 1         | Jenny Wolf Germania                                     | 37.90   | Margot Boer Paesi Bassi                    | 38.56   | Heather Richardson Stati Uniti                      | 38.57   |
| 500 m / Gara 2         | Jenny Wolf Germania                                     | 38.01   | Margot Boer Paesi Bassi                    | 38.49   | Heather Richardson Stati Uniti                      | 38.53   |
| 1000 m                 | Christine Nesbitt Canada                                | 1:15.59 | Ireen Wüst Paesi Bassi                     | 1:15.94 | Heather Richardson Stati Uniti                      | 1:16.18 |
| 1500 m                 | Christine Nesbitt Canada                                | 1:56.80 | Ireen Wüst Paesi Bassi                     | 1:56.93 | Martina Sáblíková Rep. Ceca                         | 1:57.50 |
| 3000 m                 | Martina Sáblíková Rep. Ceca                             | 4:04.03 | Ireen Wüst Paesi Bassi                     | 4:05.41 | Brittany Schussler Canada                           | 4:10.45 |
| Inseguimento a squadre | Paesi Bassi Marrit Leenstra Diane Valkenburg Ireen Wüst | 3:01.13 | Norvegia Ida Njåtun Mari Hemmer Hege Bøkko | 3:03.02 | Germania Stephanie Beckert Isabell Ost Jennifer Bay | 3:04.11 |